# Serguei Krivosheyev
Serguei Krivosheyev es un deportista soviético que compitió en piragüismo en la modalidad de aguas tranquilas. Ganó dos medallas de oro en el Campeonato Mundial de Piragüismo en los años 1981 y 1982.

## Palmarés internacional
| Campeonato Mundial | Campeonato Mundial       | Campeonato Mundial | Campeonato Mundial |
| Año                | Lugar                    | Medalla            | Evento             |
| ------------------ | ------------------------ | ------------------ | ------------------ |
| 1981               | Nottingham (Reino Unido) | Medalla de oro     | K4 500 m           |
| 1982               | Belgrado (Yugoslavia)    | Medalla de oro     | K4 500 m           |